# Fiorino olandese
Il fiorino olandese (olandese: Nederlandse gulden) (NLG) è stata la valuta utilizzata nei Paesi Bassi dal XV secolo fino all'introduzione dell'euro. Sono ancora in uso due monete derivate del fiorino olandese: ad Aruba (il Fiorino arubano) e a Curaçao e Sint Maarten (il Fiorino delle Antille olandesi). In Suriname, invece, il Fiorino surinamese (SRG) è stato sostituito dal Dollaro surinamese (SRD) il 1º gennaio 2004.

## Storia

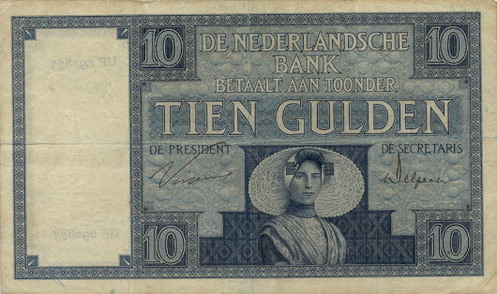
Una banconota di 10 fiorini del 1930

L'origine del fiorino olandese va fatta risalire al XIII secolo, quando la moneta d'oro battuta a Firenze era largamente utilizzata per gli scambi in Europa. Progressivamente, questa moneta venne adottata e sviluppata localmente, assumendo il nome di "gulden", vuol dire "oro".
Nel tempo, furono adottate altre monete derivate dal fiorino olandese. Una di queste è stata il "Rijksdaalder", con un valore di 2,5 fiorini e con il nome derivato dal tallero d'argento tedesco.
Nel secondo dopoguerra, a causa di una crisi economica causata dai danni della seconda guerra mondiale che era appena finita, il fiorino si svalutò del 30%. Questo problema in seguito si risolse grazie agli aiuti provenienti dal piano Marshall.
Il 1º gennaio 1999 entrò in vigore l'euro, il cui tasso di cambio irrevocabile con il fiorino era stato fissato il giorno precedente in 2,20371 fiorini olandesi per 1 euro. Da quel momento il fiorino rimase in vigore solo come espressione non decimale dell'euro, anche se monete e banconote continuavano ad essere denominate in fiorini. Per tutte le forme di pagamento "non-fisiche" (trasferimenti elettronici, titoli, ecc.), invece, da quella data si adottò solo l'euro.
Il 1º gennaio 2002, con l'entrata in circolazione delle monete e banconote in euro, si aprì una fase di doppia circolazione, durata fino al 28 febbraio 2002.
Le vecchie monete potevano essere cambiate fino al 1º gennaio 2007. Per le banconote è ancora possibile farlo fino al 1º gennaio 2032.

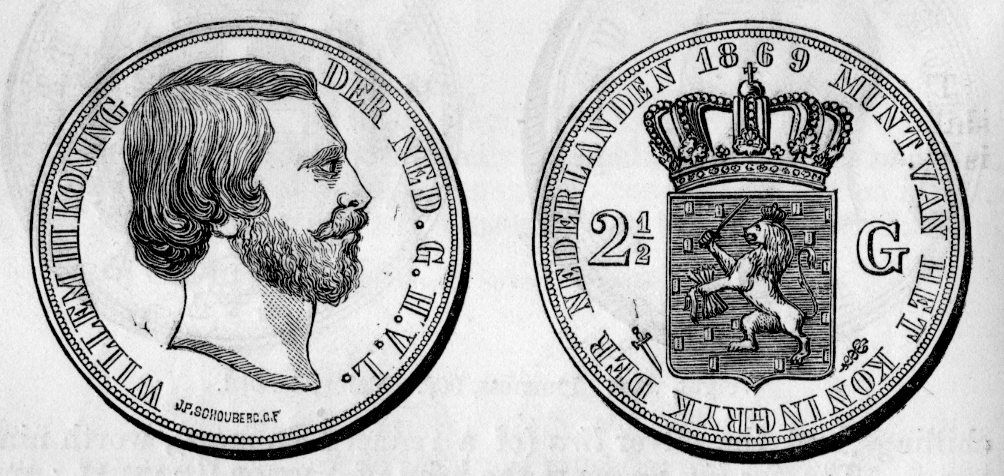
Moneta da 2,5 fiorini del 1869.

## Monete
- 5 centesimi
- 10 centesimi
- 25 centesimi
- 1 fiorino
- 2,5 fiorini
- 5 fiorini

## Banconote
- 5 fiorini (fino al 1988)
- 10 fiorini
- 25 fiorini
- 50 fiorini
- 100 fiorini
- 250 fiorini
- 1000 fiorini